# Abu Dis
Abu Dis (Arabisch: ابو ديس ) is een Palestijnse stad op de Westelijke Jordaanoever. Het ligt twee kilometer ten oosten van de Oude stad van Jeruzalem. De inwoners zijn hoofdzakelijk Palestijnse families.
In Abu Dis is de Universiteit van Al-Quds gevestigd.

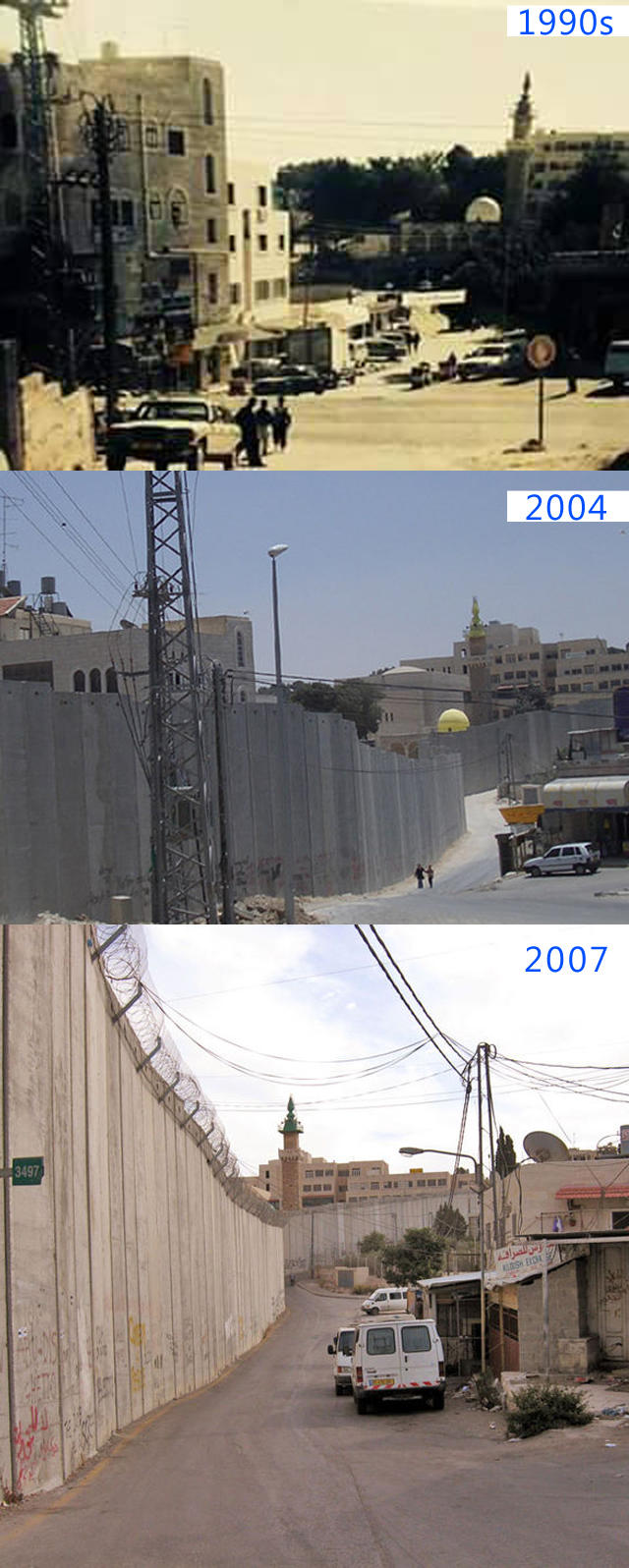
Israëlische Westoeverbarrière in Abu Dis, jaren '90- 2004-2007

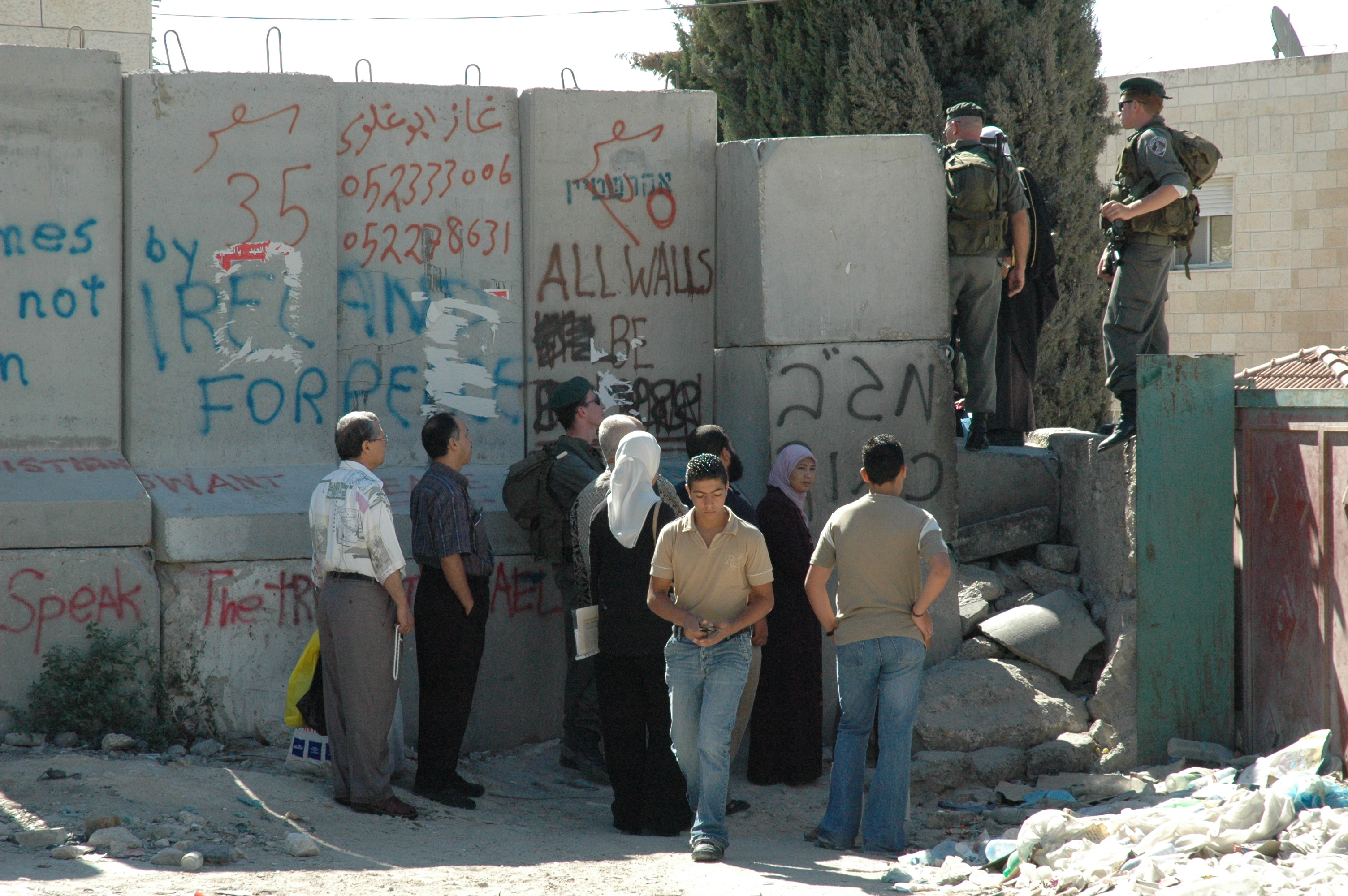
Een checkpoint bij Abu Dis, 2004

Abu Dis is een oude zogenoemde 'troon'-stad (Arabisch: qura al-karasi) in het centrale berggebied van Palestina. Een dergelijke stad diende als zetel van een politieke en/of militaire sjeik van een plattelandsdistrict, oorspronkelijk gedurende de laatste helft van het Ottomaanse Rijk.
Abu Dis is de troonstad van het subdistrict Wadiyah en de woonplaats van het geslacht Erekat.

## Geschiedenis
Na de Zesdaagse Oorlog van 1967 veroverde Israël de Westelijke Jordaanoever van Palestina op Jordanië en bezette dit gebied. Kort daarna annexeerde Israël Oost-Jeruzalem en ook tientallen omliggende Palestijns-Arabische dorpen in het Palestijnse Gouvernement Jeruzalem.

## Westoeverbarrière
In 2002 begon Israël met de bouw van de Westoeverbarrière. Op 13 januari 2004 werd hier een acht meter hoge muur rondom de in 1979 gestichte Israëlische nederzetting Ma'ale Adoemim gebouwd. Hierdoor is Abu Dis in het westen, oosten en noorden afgesloten. Door de barrière is de gemeente verdeeld en is de toegang tot scholen, ziekenhuizen en werk van inwoners afgesneden en zijn families van elkaar gescheiden. Inwoners van Abu Dis kunnen niet zonder vergunning naar Jeruzalem gaan. 
In mei 2004 werd de confiscatie van het Cliff Hotel in Abu Dis een nieuw strijdpunt in het conflict over de Westoeverbarrière. Het oude hotel van de familie Ayad, met uitzicht op de Tempelberg en de Dode Zee en op vijftig meter afstand van het Palestijnse parlement, werd onverwachts door de Israëlische grenspolitie in beslag genomen, omdat het op het grondgebied zou staan van de Israëlische gemeente Jeruzalem. Hierdoor zou de familie ook de 3000 vierkante meter grond van het hotel verliezen en zou de status van familieleden veranderd worden 
Na een jarenlange strijd hierover voor het Israëlische Hooggerechtshof verliet de grenspolitie het hotel in Abu Dis in mei 2015.

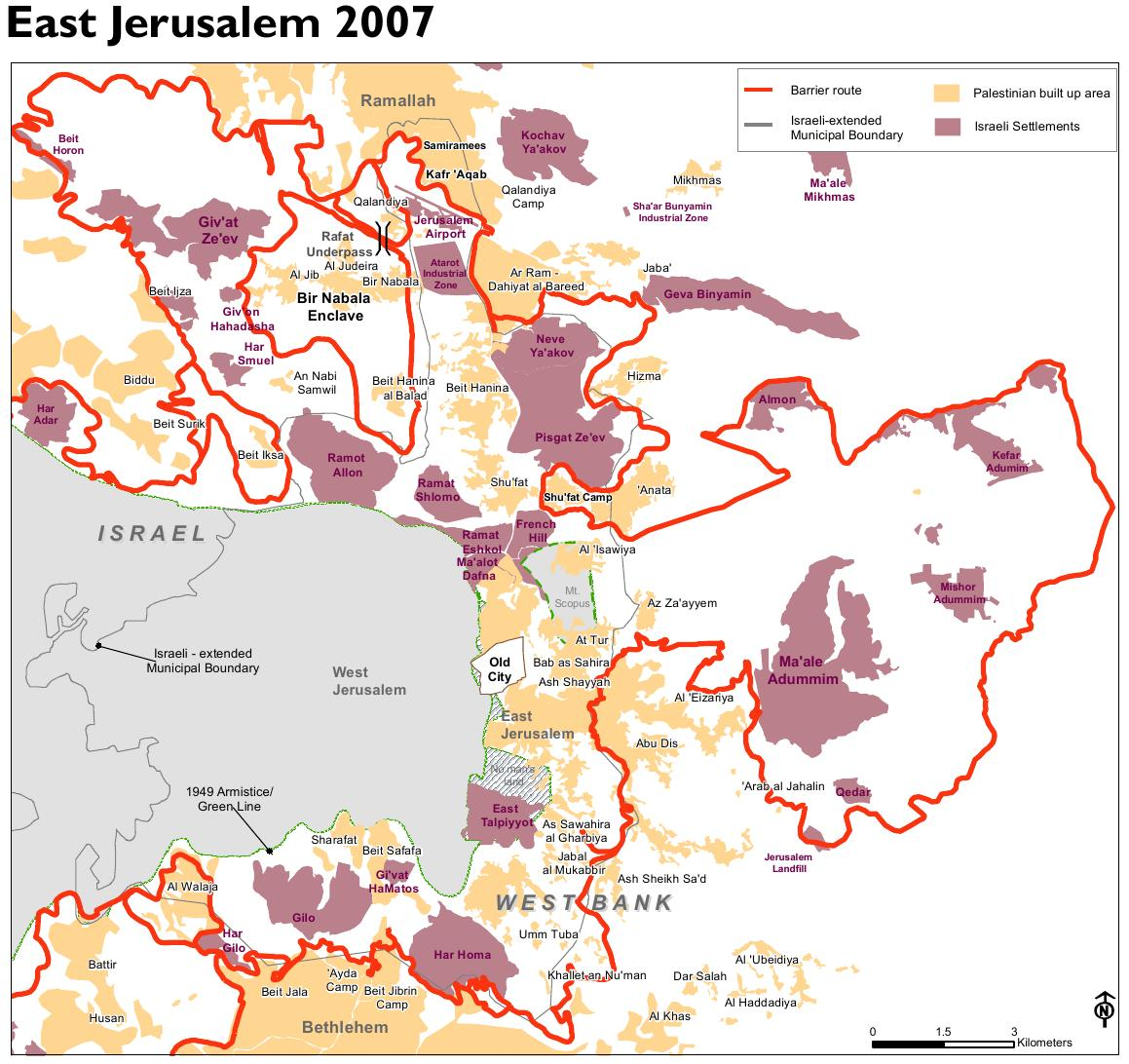
(update 2013) Route van de Westoeverbarrière ten noorden, oosten en zuiden van Israëlisch West-Jeruzalem

Het Internationaal Gerechtshof concludeerde op 9 juli 2004 dat de bouw van de barrière een schending was van internationaal recht en afgebroken moest worden, en dat er schadevergoedingen moesten worden betaald aan benadeelde inwoners.

## Geboren
- Ahmed Qurei (1937-2023), hoofdonderhandelaar namens de PLO tijdens geheime vredesgesprekken in Oslo in 1993.

## Bekende inwoners
- Saeb Erekat. Hoofdonderhandelaar namens de Palestijnen sinds Yasser Arafat en sinds 22 augustus 2015 de opvolger van Mahmoud Abbas.